# Zinóvios Válvis
Zinóvios Válvis (em grego: Ζηνόβιος Βάλβης; 1800 — 1886) foi um político da Grécia. Ocupou o cargo de primeiro-ministro da Grécia.